# وورمانسکویک
وورمانسکویک (به آلمانی: Wurmannsquick) یک شهر در آلمان است که در بایرن واقع شده‌است.

## خصوصیات
وورمانسکویک ۴۹٫۰۹ کیلومترمربع مساحت دارد ۵۰۰ متر بالاتر از سطح دریا واقع شده‌است.